# 寶可夢 紅／綠
《寶可夢 紅／綠》是由GAME FREAK開發、任天堂發行的Game Boy角色扮演遊戲，是《寶可夢》系列的開山之作。遊戲在1996年2月27日於日本發售，同年10月15日發售其特別版《寶可夢 藍》。在接下來的三年內於北美、歐洲、澳洲發行了海外版《寶可夢 紅／藍》。1998年時推出特別版《寶可夢 皮卡丘》。2004年時並推出重製版《寶可夢 火紅／葉綠》。
遊戲玩法是玩家在遊戲中以第三人稱視角操控主角遊歷一個名為關都的虛構世界，四處進行寶可夢對戰並成為寶可夢大師。遊戲的目標是透過擊敗八個道館館主、並擊敗在他們之上的四天王和冠軍。另一個目標是完成遊戲中的百科全書「寶可夢圖鑑」，獲得150個可用的寶可夢。不同的遊戲版本可以透過遊戲連接線來通訊，並讓寶可夢進行交換或對戰。兩個版本是互相獨立的，有著完全相同的情節，雖然各版本可獨立遊玩，但玩家仍必須透過與不同版本連接來完成蒐集150種寶可夢的遊戲目標。
《寶可夢 紅／綠》受到廣泛的讚賞，特別是交換系統相當受到評論家的讚譽。作品在GameRankings獲得了總分89%的評分，並一直在暢銷遊戲名單上榜上有名，在IGN的史上最佳百大遊戲排行名單中至少四年。遊戲在全世界的銷售量高達千萬份，更開啟了往後寶可夢全系列規模達數十億美元的發展。2009年時、IGN提到《寶可夢 紅／綠》成為「銷量最高的Game Boy RPG」和「有史以來銷量最高的RPG」。2016年2月27日，為慶祝系列滿20週年，本遊戲於任天堂3DS的Virtual Console服務上發佈。

## 遊戲內容
遊戲透過第三人稱視角進行，包括三個基本畫面：一是以俯視角度控制主角行動 ；二是平視角度參與戰鬥的畫面；三是選單介面，玩家可以調整他的寶可夢隊伍、使用道具和變更遊戲設定。
玩家可以使用自己的寶可夢與其它的寶可夢戰鬥，當玩家遭遇了野生的寶可夢、或與其它訓練家進行對戰時，畫面會切換成回合制的戰鬥場景，並顯示戰鬥所需的相關數據。在戰鬥中，玩家每個回合可以從四個行動中擇一使用；從自己的寶可夢所掌握的四個技能中選擇一個技能來使用並與對方展開戰鬥、使用一個道具、切換目前所使用的寶可夢、逃離戰鬥。寶可夢具有生命值，當寶可夢的生命值減少至零時，它便不能再戰鬥、除非它進行恢復。當敵對的寶可夢無法戰鬥時，自己參與了戰鬥的寶可夢便會獲得經驗點，當寶可夢有足夠的經驗值、寶可夢的等級會提升。等級提升帶動能力值提升，並讓寶可夢學會招式。當某些寶可夢到達特定等級時、它們會進化。
收服是寶可夢遊戲中另一個重要元素，當玩家與野生的寶可夢對戰時，玩家可以對寶可夢投擲精靈球來收服它。如果寶可夢被收服，則玩家便能將該寶可夢納入自己的隊伍。收服的成功機率會依據寶可夢的種類、寶可夢的生命值、玩家使用的精靈球而有所變化，如果目標寶可夢的生命值越低、精靈球的能力越強，則收服的成功率就會越高。遊戲的終極目標之一是透過收服、進化和交換等方式來獲得所有的寶可夢，藉此完成遊戲中一個名為寶可夢圖鑑的寶可夢百科全書。
《寶可夢 紅》和《寶可夢 綠》之間可以透過遊戲連接線來通訊，並藉此讓玩家交換他們的寶可夢。由於某些寶可夢只會在進行交換後進化，而每個版本也各自獨有的寶可夢，因此若想完成圖鑑、通訊勢在必行。使用遊戲連接線也可以讓玩家與另一個玩家對戰，當以Game Boy Advance或Game Boy Advance SP玩《寶可夢 紅／綠》時，標準的遊戲連接線不會有作用，玩家必須使用任天堂通用遊戲連接線來通訊。此外、遊戲的英文版和日文版間並不相容，由於兩者所使用的語言不同，通訊將會損壞遊戲記錄檔案。

## 劇情

### 背景
《寶可夢 紅／綠》的舞台發生在寶可夢世界中一個名為關都地區的區域，有151種寶可夢在不同的地理環境中棲息，當地也有人類居住的城鎮、連接城鎮的道路，一些區域只能在玩家取得特殊道具後、或是讓寶可夢學會特殊招式後才能進入。玩家可以在該區域捕捉寶可夢，山峰、河川、洞穴、海洋等不同的地方都有寶可夢棲息其中。

### 故事
由玩家扮演的主角自真新鎮開始他的旅程，當他獨自進入草叢時，會被一個知名的寶可夢研究學者大木博士叫住，大木博士向他解釋，草叢中可能有野生的寶可夢，獨自進入是非常危險的。博士把玩家帶進他的研究所，在那裡、玩家與大木博士的孫子，主角的宿敵相遇。玩家和勁敵根據博士的指示，從妙蛙種子、小火龍和傑尼龜這三個寶可夢中選擇一個做為自己第一個相遇的夥伴，而博士的孫子總是會選擇一個對玩家所選的寶可夢有優勢的寶可夢。接著、主角與他便會展開第一場戰鬥，並在之後會接連不斷地與其它寶可夢訓練家對戰。
當玩家在各個城市冒險時，玩家會發現名為道館的特殊建築物，道館裡有道館館主，玩家必須贏過他們、從他們手中取得徽章。一旦集滿八個徽章，玩家就可以挑戰由強勁訓練家組成的寶可夢聯盟。在聯盟裡、玩家將與四天王和新任聯盟冠軍：玩家的勁敵展開對戰。在遊戲中、玩家也將對抗火箭隊，這是一個濫用寶可夢的犯罪集團，他們偷取、獵捕稀有的寶可夢。
在玩家第一次擊敗四天王和冠軍後，玩家可以在無名洞窟中發現超夢，它是遊戲中最強的野生寶可夢。

## 開發
寶可夢的概念源自遊戲設計師田尻智童年最喜歡的昆蟲採集，隨著他的年紀增長、他的家鄉也逐漸都市化，昆蟲的數量減少許多。田尻智也注意到、比起到外面玩，越來越多的孩子較喜歡在室內玩遊戲。於是他誕生了一個想法，設計一款以類似昆蟲的生物為主題的電子遊戲，名為寶可夢。他希望孩子們透過自由命名自己的寶可夢、操控它們戰鬥來舒緩自己的壓力、憤怒或恐懼。在寶可夢世界中，寶可夢不會因為戰鬥而流血及死亡，它們只會失去戰鬥能力，因為田尻智不希望遊戲世界充滿「無意義的暴力」。
當Game Boy發售後，田尻智發現這種遊戲機的系統完美地契合了自己的構想，特別是可以藉由遊戲連接線彼此通訊這一點、更可以讓玩家交換自己的寶可夢。這種交換資料的概念是當時電子遊戲業界的嶄新構想，在此之前、遊戲連接線只有用於對戰競技一個用途。田尻表示：「當我腦海裡浮現兩台Game Boy在連接後交換資料的那個畫面時，我不由得驚嘆，這肯定大有可為！」田尻也受到史克威爾的Game Boy遊戲魔界塔士 沙加所影響，他在接受採訪時表示、這款遊戲給了他一個靈感：掌上遊戲機裡的遊戲不見得必得是動作遊戲。
遊戲的主角「小智」是以田尻智本人命名的；而遊戲裡的勁敵「小茂」的名字來源則是田尻智的良師益友兼效法的榜樣、任天堂遊戲開發者宮本茂。田尻智的朋友、插畫家杉森建負責了寶可夢中的美術設計，他率領著不到十人的團隊構思了全部151種寶可夢的設計，並親自完善了每個設計、再以各種角度繪製寶可夢，以確保Game Freak的美術部門能讓寶可夢栩栩如生。遊戲中的音樂由增田順一負責，他利用Game Boy裡的四個聲道編寫了遊戲的背景音樂，也設計了寶可夢的「叫聲」。他用白雜訊模仿軍樂中使用的小軍鼓、讓遊戲的開場樂〈怪獸〉呈現行軍音樂的風格。
遊戲標題原本被稱為《Capsule Monsters》，經歷了幾次轉折和商標上的問題，演變成《CapuMon》和《KapuMon》，最後演變成如今的《Pocket Monsters》。由於田尻智認為任天堂始終沒能理解自己的理念，他本以為任天堂會回絕他的提案，更何況Game Boy在當時已經不合潮流了。田尻和任天堂都料想不到的事是、如今遊戲已經變得如此成功。當宮本聽到寶可夢的概念時，他建議推出多個版本、每個版的有獨特的寶可夢，這會有助於交換與連線對戰的玩法。
《寶可夢 紅／綠》在日本發售後，銷量極速地攀升，部份的原因便是任天堂的雙版本制度，這會促使消費者購買兩個版本，幾個月之後、日本推出了特別版《寶可夢 藍》,，這個版本更換了遊戲內的美術設計、修復了遊戲錯誤、還增添了新的台詞。為了炒作遊戲並創造更多話題，田尻智透露了遊戲中隱藏著一個額外寶可夢「夢幻」，他認為「創造神秘的謠言能讓遊戲長保利益」，其實這個特別的寶可夢是起自除bug的插曲，是程序編輯者森本茂樹私下的設計，在開發時期、由於卡帶容量不足而使得他設計的夢幻被捨棄，但他捨不得自己的創作付諸流水，便瞞著田尻智清除遊戲內的錯誤、再偷偷地將夢幻加進多出來的空間，之後、任天堂發現效果出群，決定透過促銷活動來分發含有稀有寶可夢的卡帶。在2003年時、這麼一個遊戲錯誤變得廣為人知，玩家可以用它來捕捉任何稀有的寶可夢。

## 反響
| 汇总媒体     | 得分      |
| ------------ | --------- |
| GameRankings | 88%（紅） |

| 媒体         | 得分         |
| ------------ | ------------ |
| AllGame      | （綠）       |
| 电子游戏月刊 | 8.5/10（紅） |
| GameSpot     | 8.8/10（綠） |
| IGN          | 10/10（紅）  |
| 任天堂力量   | 7.2/10       |

### 銷售
《寶可夢 紅／綠》為寶可夢系列首作，本作在遊戲界一砲而紅，自此展開的系列產品已創造了數十億美元商機。《紅》、《綠》和《藍》三版合計在日本的銷量為1023萬份，曾經是日本地區最暢銷的電子遊戲作品（2022年底被任天堂Switch平台於2020年發行的《集合啦！動物森友會》打破）。在美國則賣了985萬份。在2009年IGN的報導提到《寶可夢 紅／綠》為「銷量最高的Game Boy RPG」和在當時「史上銷量最高的RPG」。

### 評價
遊戲獲得了全方位的讚譽，在GameRankings上的總評價是87.89%。它的多人遊戲功能、也就是交換寶可夢及通訊對戰更是廣受好評。IGN的Craig Harris給了這款遊戲「曠世巨作」的評價，他評論：「即使你完成了任務、你也不見得能取得所有的寶可夢，這就是這款遊戲最大的吸引力。」他還提到這款遊戲在孩童間的普及性，足以用「熱潮」形容。GameSpot的Peter Bartholow在滿分10分中給了8.8分的評價，他認為圖片和音樂有點原始粗糙，不過瑕不掩瑜。他讚揚遊戲中高差異性和多元化的設計提升了它的重玩價值，同時評論了它在大眾間的吸引力：「除了有可愛的外觀，寶可夢更是有深度、具高延展性、嚴肅且獨特的RPG，這個遊戲絕對足以成為迄今為止最好的Game Boy遊戲之一。」
這個遊戲成功的原因並不在光彩奪目的視聽效果，而是前所未有的遊戲體驗。哥倫比亞大學商學院出版的論文中表示，比起特殊的音樂或視覺效果，美國與日本的兒童更喜歡遊戲裡的實際體驗。而沒有高度聲光效果的寶可夢遊戲正促進了孩子們的想像力和創造力 。衛報評論：「在令人耳目一新的遊戲機制下，那些矯揉造作的8位元色彩圖像會被你忘得一乾二淨。」
電子遊戲網站1UP.com認為在1990年代末期推出的《寶可夢 紅／綠》是任天堂的秘密武器，且證明Game Boy尚有未被開發的潛力。任天堂力量將《寶可夢 紅／綠》列為有史以來最佳的Game Boy/Game Boy Color遊戲，並表示直到玩家蒐集到所有的寶可夢之前、遊戲都仍有可玩之處。電子遊戲月刊《Game Informer》的Ben Reeves將《寶可夢 紅／綠》和《寶可夢 金／銀》、《寶可夢 水晶》並列為第二佳的Game Boy遊戲，僅次於俄羅斯方塊。他提到「這不只是孩子們的玩物，而是貨真價實的角色扮演遊戲。在你生命中的某些時刻，你是如此渴望地想將它們全部收服。」
《官方任天堂雜誌》將它列為有史以來最佳的任天堂遊戲之一，在前百名中排行第52。2003年時、IGN將它列為有史以來最佳百大遊戲中的第72名，並表示這對遊戲「掀起了革命」，讚揚了深邃的遊戲設計、複雜的戰略以及通訊交換功能.。兩年之後，IGN將它的排名提升至70，並指出這個遊戲產生的續作、電影、電視節目和其它商品徹底地根植於大眾文化。2007年、《紅／綠》的排名提升至37，評論者表示：
自《寶可夢 紅／綠》以來已經十年了，這款獨特的遊戲將探險、訓練、戰鬥和交換合而為一，創造了一個比它首次出現時更為深入的遊戲。它強迫你進行社交以體驗遊戲的所有內容，它引人入勝又讓人欲罷不能。自面世起流行了十年的遊戲實在世間罕有。

### 社會實驗
2014年2月12日，匿名澳洲程式設計師在Twitch上發起名為Twitch Plays Pokémon的實驗。該實驗透過讓網友在網路聊天室中輸入指令來遊玩《寶可夢 紅》的修改版本。實驗在同時有平均五萬名觀眾參與。全世界的玩家交替協作、讓遊戲不間斷地進行了390個小時、最後在2014年3月1日通關。

## 相關作品

### 寶可夢 藍
《寶可夢 藍》同樣發售於Game Boy平台，1996年10月15日於日本在《快樂快樂月刊》等雜誌郵購販售，1999年10月10日開始於一般通路發售。
歐美地區並沒有發售《寶可夢 綠》，而是販售《寶可夢 紅》與《寶可夢 藍》兩種版本。

### 寶可夢 皮卡丘
《寶可夢 皮卡丘》又稱作《寶可夢 黃》，同樣發售於Game Boy平台，1998年9月12日於日本發售。

### 寶可夢 火紅／葉綠
《寶可夢 火紅／葉綠》為本作的重製版本，發售於Game Boy Advance平台，2004年1月29日於日本發售。

### 寶可夢  Let's Go！皮卡丘／Let's Go！伊布
是一款由GAME FREAK製作，任天堂發行的任天堂Switch角色扮演遊戲。本作是基於1998年發售的《寶可夢 比卡超》的重製作品，也是寶可夢系列遊戲首次登陸任天堂Switch平台。